# طوبين (جنس)
الطُّوبِين هو جنس في فصيلة الطوبينيات. ينتمي الخلد الأوربي الموجود في معظم أنحاء أوربة إلى هذا الجنس وكذلك العديد من الأنواع التي تقتصر على نطاقات صغيرة. تتغذى أنواعه على ديدان الأرض والحشرات واللافقاريات الأخر الموجودة في التربة.

## الأنواع
هناك 13 نوعًا من هذا الجنس:
- طوبين سيبيري، T. altaica
- طوبين أكيتاني [الإنجليزية]، T. aquitania[4]
- طوبين أعمى، T. caeca
- طوبين قوقازي، T. caucasica
- طوبين الأب دافيد، T. davidiana
- طوبين أوروبي، T. europaea
- طوبين مشرقي، T. levantis
- طوبين مارتينو [الإنجليزية]، T. martinorum
- طوبين إسباني، T. occidentalis
- طوبين أغنيف [الإنجليزية]، T. ognevi
- طوبين روماني، T. romana
- طوبين بلقاني، T. stankovici
- طوبين طالشي [الإنجليزية]، T. talyschensis